# Parc Natural Cefa
El Parc Natural Cefa (en romanès: Parcul Natural Cefa) és una zona protegida (parc natural categoria V UICN) situada a Romania, al límit oest del territori administratiu del comtat de Bihor amb Hongria, al corredor migratori panònic-búlgar, un dels principals corredors migratoris d'aus d'Europa.
El Parc Natural Cefa té una superfície de 5.005 ha i va ser declarat espai natural protegit per la Decisió del Govern número 1217 del 2 de desembre de 2010 (publicada al document oficial romanès número 840 del 15 de desembre del 2010). Està comprès de pantans, canals, planes inundables, boscos (bosc de Rădvani) i pastures. És un aiguamoll d’importància internacional, especialment com a hàbitat d’aus aquàtiques i espècies terrestres.
Entre les espècies d'ocells que podem trobar-hi, hi ha bernat pescaire (Ardea cinerea), martinet blanc comú (Egretta garzetta), àguila imperial oriental (Aquila heliaca), martinet ros comú (Ardeolla raloides), petx comú (Aythya ferina), bitó comú (Botaurus stellaris), cigonya blanca (Ciconia ciconia), cigonya negra (Ciconia nigra), arpella pàl·lida russa (Circus macrourus), cigne mut (Cygnus olor), territ de tres dits (Calidris alba), calàbria agulla (Gavia artica), gavina cendrosa (Larus canus), xibec cap-roig (Netta rufina), cuereta groga (Motacilla flava), gavià fosc (Larus fuscus), gavina de cap negre (Larus ridibundus), botxí septentrional (Lanius excubitor) o oriol daurat (Oriolus oriolus).
S'hi accedeix a través de la carretera nacional DN79 Timișoara - Arad - Inand - carretera comarcal DJ797 - Cefa

## Galeria
Espècies de fauna

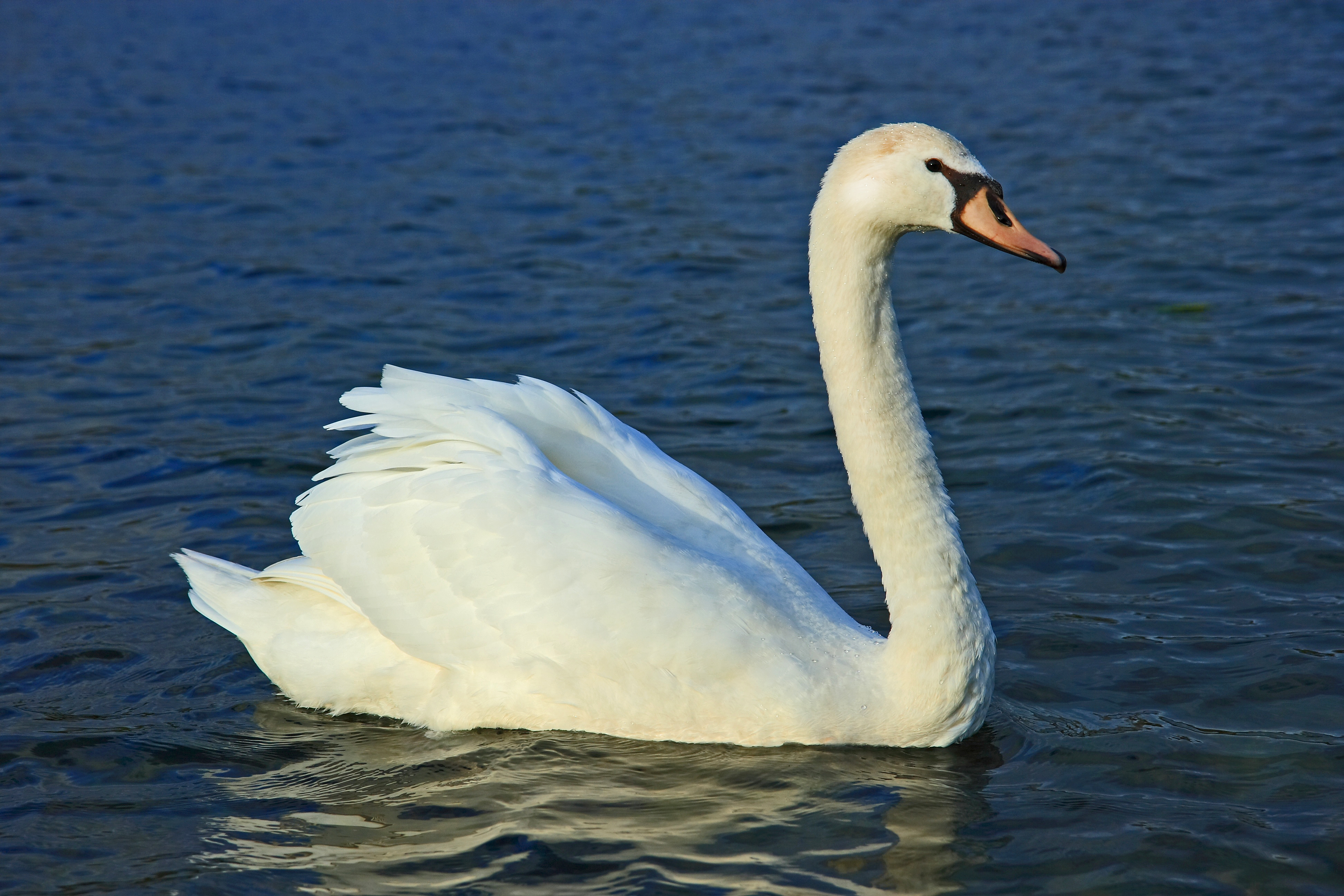
Cigne mut
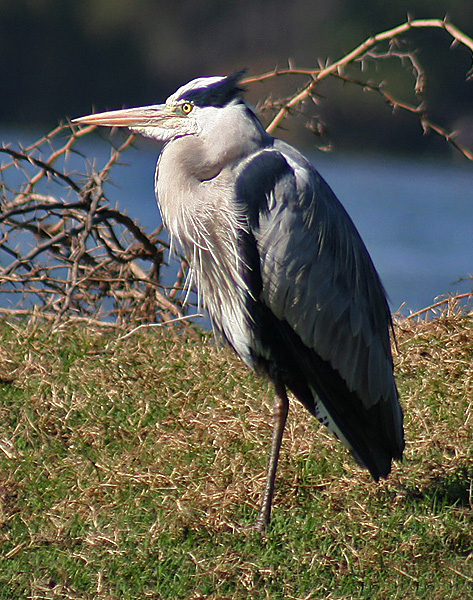
Bernat pescaire
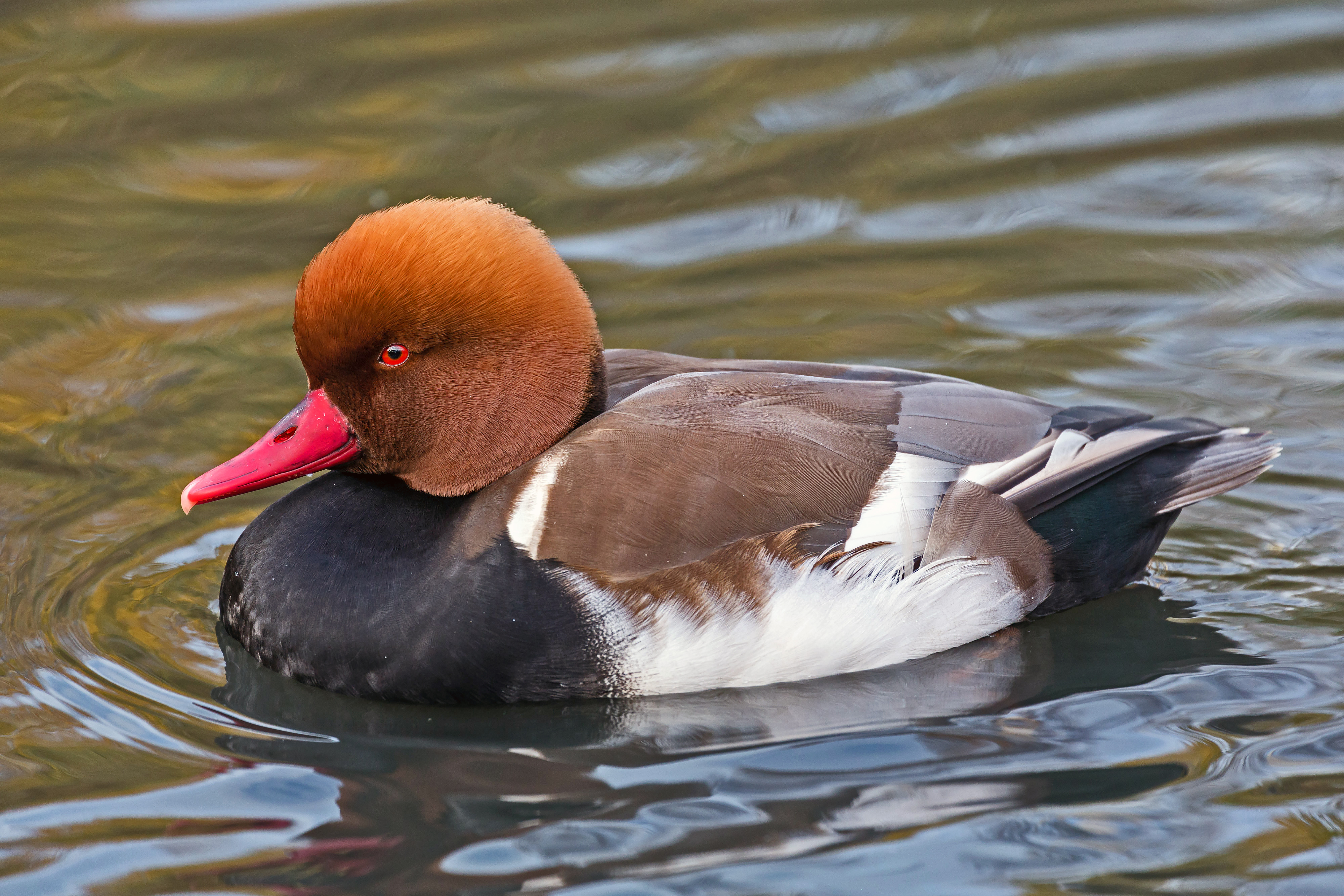
Xibec cap-roig